# Kättinge, Norrköping
Kättinge är en småort i Häradshammars socken i Norrköpings kommun, Östergötlands län.